# اچ‌ام‌سی‌اس سگنی (دی‌دی‌اچ ۲۰۶)
اچ‌ام‌سی‌اس سگنی (دی‌دی‌اچ ۲۰۶) (به انگلیسی: HMCS Saguenay (DDH 206)) یک کشتی بود که طول آن ۳۶۶ فوت (۱۱۱٫۶ متر) بود. این کشتی در سال ۱۹۵۳ ساخته شد.